# نتوء دارون

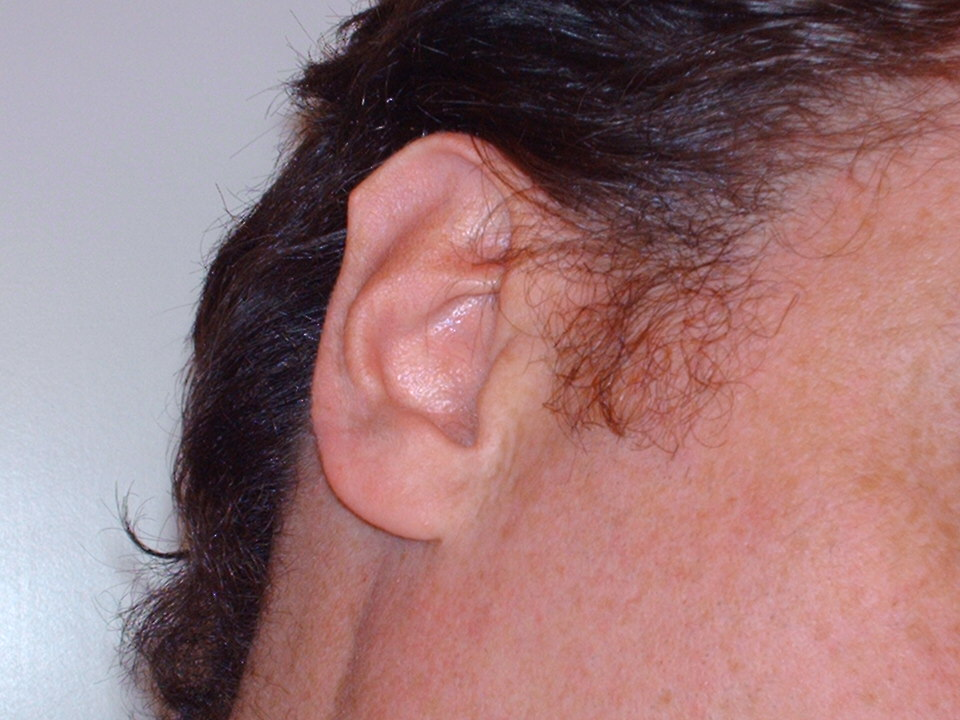
أُذُنٌ ذات عَيْرٍ

العَيْرُ (الجمع: عِيَارٌ) أو نتوء دارون[بحاجة لمصدر] (بالإنجليزية: Darwin's tubercle)‏ هو حالة خلقية في الأذن عبارة عن سماكة في حِتار الأذن عند موضع اتصال الثلث الأعلى والأوسط لصيوان الأذن. يوجد هذا النتوء في حوالي 10.4% من التعداد السكاني.
سمى النتوء باسم دارون لأنه أول من وصفه في مطلع كتابه «نشأة الإنسان» كدليل على نظرية التطور. وعلى الرغم من ذلك فقد ذكره دارون في كتابه باسم «ذِروة وُلنر» نسبة إلى توماس ولنر، وهو نحات بريطاني قام بتصوير هذا النتوء في أحد منحوتاته وهو أول من اعتبرها سمة رجعية ناشئة عن التطور.
يورث جين نتوء دارون في نمط سائد، كما أن له انتفاذ غير كامل، بمعنى أن كل من لديه الجين ليس بالضرورة أن يظهر النتوء لديه.